# Metalimnobia fallax
Metalimnobia fallax là một loài ruồi trong họ Limoniidae. Chúng phân bố ở miền Tân bắc.